# Coleophora campella
Coleophora campella é uma espécie de mariposa do gênero Coleophora pertencente à família Coleophoridae.